# Kegelblende
Eine Kegelblende ist eine kegelförmige Blende, die in einem Koronografen zur Beobachtung der Korona der Sonne die Sonnenscheibe abdecken soll.  Die Blende reflektiert dabei das einfallende Sonnenlicht seitwärts in den Tubus, so dass nur das Licht der viel lichtschwächeren Korona die Blende passieren kann und erzeugt damit eine künstliche Sonnenfinsternis; analog zum Mond bei einer solchen.
Die Kegelblende sitzt im Brennpunkt des Teleskops und muss genau an die Brennweite des verwendeten Teleskops angepasst sein. Wegen des scheinbar veränderlichen Sonnendurchmessers während des Verlaufs eines Jahres müssen entweder verschieden große Kegelblenden verwendet werden oder die Brennweite anderweitig nachführbar sein.